# Un été italien
Pour les articles homonymes, voir Génova (homonymie).
Pour plus de détails, voir Fiche technique et Distribution.
Un été italien (Genova) est un film dramatique britannique réalisé par Michael Winterbottom, sorti en 2008.

## Synopsis
Décidé à changer de vie en quittant les États-Unis, Joe choisit de s'installer à Gênes avec ses deux filles, peu après la mort accidentelle de leur mère.
Kelly, l'aînée, visite les dessous de ce nouveau monde alors que Mary voit le fantôme de sa mère errer dans les rues de la vieille ville. 

## Fiche technique
- Titre : Un été italien
- Titre original : Genova
- Réalisation : Michael Winterbottom
- Année de production : 2008
- Genre : Drame
- Durée : 94 min
- Date de sortie : France : 15 avril 2009

## Distribution
- Colin Firth (VF: Christian Gonon) : Joe
- Hope Davis (VF : Sylvia Bergé) : Marianne
- Willa Holland (VF : Barbara Probst) : Kelly
- Catherine Keener : Barbara
- Perla Haney-Jardine (VF : Colette Natrella) : Mary

Source et légende : Version française (V. F.) sur le site d’AlterEgo (la société de doublage)

## Palmarès
- 2008 : Coquille d'argent du meilleur réalisateur - Festival de San Sebastian[2]
- 2008 : Prix du meilleur réalisateur - Festival de cinéma des « Nuits noires » de Tallinn[3]